# Independent Spirit Awards 2012
La cerimonia di premiazione della 27ª edizione degli Independent Spirit Awards si è svolta il 25 febbraio 2012 sulla spiaggia di Santa Monica ed è stata presentata da Seth Rogen.
Le nomination sono state rese note il 29 novembre 2011.

## Vincitori e candidati
I vincitori sono indicati in grassetto, a seguire gli altri candidati.

### Miglior film
- The Artist, regia di Michel Hazanavicius
- 50 e 50 (50/50), regia di Jonathan Levine
- Beginners, regia di Mike Mills
- Drive, regia di Nicolas Winding Refn
- Take Shelter, regia di Jeff Nichols
- Paradiso amaro (The Descendants), regia di Alexander Payne

### Miglior attore protagonista
- Jean Dujardin - The Artist
- Demián Bichir - Per una vita migliore (A Better Life)
- Ryan Gosling - Drive
- Woody Harrelson - Rampart
- Michael Shannon - Take Shelter

### Miglior attrice protagonista
- Michelle Williams - Marilyn (My Week with Marilyn)
- Lauren Ambrose - Think of Me
- Rachael Harris - Natural Selection
- Adepero Oduye - Pariah
- Elizabeth Olsen - La fuga di Martha (Martha Marcy May Marlene)

### Miglior regista
- Michel Hazanavicius - The Artist
- Mike Mills - Beginners
- Alexander Payne - Paradiso amaro (The Descendants)
- Jeff Nichols - Take Shelter
- Nicolas Winding Refn - Drive

### Miglior fotografia
- Guillaume Schiffman - The Artist
- Joel Hodge - Bellflower
- Benjamin Kasulke - The Off Hours
- Darius Khondji - Midnight in Paris
- Jeffrey Waldron - The Dynamiter

### Miglior sceneggiatura
- Alexander Payne, Nat Faxon e Jim Rash - Paradiso amaro (The Descendants)
- Joseph Cedar - Hearat Shulayim
- Michel Hazanavicius - The Artist
- Thomas McCarthy - Mosse vincenti (Win Win)
- Mike Mills - Beginners

### Miglior attore non protagonista
- Christopher Plummer - Beginners
- Albert Brooks - Drive
- John Hawkes - La fuga di Martha (Martha Marcy May Marlene)
- John C. Reilly - Benvenuti a Cedar Rapids (Cedar Rapids)
- Corey Stoll - Midnight in Paris

### Miglior attrice non protagonista
- Shailene Woodley - Paradiso amaro (The Descendants)
- Jessica Chastain - Take Shelter
- Anjelica Huston - 50 e 50 (50/50)
- Janet McTeer - Albert Nobbs
- Harmony Santana - Gun Hill Road

### Miglior film d'esordio
- Margin Call, regia di J.C. Chandor
- Another Earth, regia di Mike Cahill
- La fuga di Martha (Martha Marcy May Marlene), regia di Sean Durkin
- In the Family, regia di Patrick Wang
- Natural Selection, regia di Robbie Pickering

### Miglior sceneggiatura d'esordio
- Will Reiser - 50 e 50 (50/50)
- Mike Cahill e Brit Marling - Another Earth
- J.C. Chandor - Margin Call
- Patrick Dewitt - Terri
- Phil Johnston - Benvenuti a Cedar Rapids (Cedar Rapids)

### Miglior documentario
- The Interrupters, regia di Steve James
- An African Election, regia di Jarreth Merz
- Bill Cunningham New York, regia di Richard Press
- The Redemption of General Butt Naked, regia di Eric Strauss
- We Were Here, regia di David Weissman

### Miglior film straniero
- Una separazione (Jodāyi-e Nāder az Simin), regia di Asghar Farhadi
- Melancholia, regia di Lars Von Trier
- Shame, regia di Steve McQueen
- Il ragazzo con la bicicletta (Le Gamin au vélo), regia di Jean-Pierre e Luc Dardenne
- Tirannosauro (Tyrannosaur), regia di Paddy Considine

### Premio John Cassavetes
- Pariah, regia di Dee Rees
- Bellflower, regia di Evan Glodell
- Circumstance, regia di Maryam Keshavarz
- Hello Lonesome, regia di Adam Reid
- The Dynamiter, regia di Matthew Gordon

### Premio Robert Altman
- Margin Call, regia di J.C Chandor

### Truer Than Fiction Award
- Heather Courtney - Where Soldiers Come From
- Danfung Dennis - Hell and Back Again
- Alma Har'el - Bombay Beach

### Producers Award
- Sophia Lin - Take Shelter
- Chad Burris  - Mosquita y Mari
- Josh Mond - La fuga di Martha (Martha Marcy May Marlene)

### Someone to Watch Award
- Mark Jackson - Without
- Simon Arthur - Silver Tongues
- Nicholas Ozeki - Mamitas